# Queens Park Rangers Football Club
Maillots
Queens Park Rangers, généralement abrégé en QPR, est un club de football basé dans le quartier de White City, à l'ouest de Londres. Le club joue actuellement en EFL Championship (deuxième division anglaise). Il a été créé en 1886 après la fusion de Christchurch Rangers et de St Judes Institute, bien que leur fondation officielle date de 1882, date à laquelle Christchurch Rangers a été créée. Leur stade actuel est Loftus Road. 
Les meilleurs résultats du club sont sa victoire en Coupe de la Ligue anglaise en 1967 et une finale de FA Cup en 1982, ainsi qu'une deuxième place en championnat de l'ancienne Première Division (actuelle Premier League) au terme de la saison 1975-1976, lui offrant sa première qualification pour une coupe européenne, où le club atteindra les quarts de finale de la Coupe UEFA la saison suivante.
QPR entretient depuis longtemps des rivalités avec plusieurs clubs de la région de Londres, les plus remarquables étant celles avec Chelsea, Fulham et Brentford : ce sont les derbies de l’ouest de Londres.

## Histoire

### Fondation
Fondé dans les années 1880, le club adopte un statut professionnel en 1898 et rejoint la League en 1920 (Division 3). La date de 1882 figure sur le blason du club mais un certain flou marque les débuts du club, avec trois écoles défendant trois dates différentes (1882, 1885 et 1886). Paradoxalement et bien qu'elle soit la date officielle, 1882 apparaît toutefois comme la moins sérieuse. En 1885, un club nommé St. Judes Institute FC est formé, il fusionne cette même année ou l'année suivante avec le club de Christchurch Rangers, ce qui constitue l'origine réelle du club, puis adopte le nom définitif de Queens Park Rangers en 1887. Certains font cependant remonter l'existence de St. Judes à 1882 et c'est cette date qui a été retenue.

### Rachat du club
Le club est racheté le 1er septembre 2007 par Flavio Briatore, l'ancien directeur d'équipe du Renault F1 Team en Formule 1, associé à Bernie Ecclestone, le patron de la F1. Leur offre de 1,5 million d'euros est acceptée par le conseil d'administration du club, assortie de l'engagement des deux futurs propriétaires d'éponger les dettes du club qui s'élevaient alors à 19,5 millions d'euros.
Le club est racheté en 2011 à hauteur de 66 % des parts par Tony Fernandes, président d'Air Asia, et de 33 % des parts par Lakshmi Mittal.
Après une année passée dans l'élite en 2014-2015, le club est relégué en Football League Championship (deuxième division anglaise).

## Palmarès et records
| Championnats nationaux | Coupes nationales | Compétitions internationales                                                           |
| - Championnat d'Angleterre (0) : - Vice-champion : 1976. - Championnat d'Angleterre de deuxième division (2) : - Champion : 1983 et 2011. - Vice-champion : 1968 et 1973. - Vainqueur des play-off : 2014. - Championnat d'Angleterre de troisième division (2) : - Champion : 1948 et 1967. - Vice-champion : 1947 et 2004. | - Coupe d'Angleterre (0) : - Finaliste : 1982. - Coupe de la Ligue (1) : - Vainqueur : 1967. - Finaliste : 1986. - Community Shield (0) : - Finaliste : 1909 et 1913. | - Ligue Europa (0) : - Participations : 2. - Meilleur parcours : 1/4 de finale (1977). |

## Historique du logo

1982-2008.
2008-2016.
Depuis 2016.

## Personnalités du club

### Entraîneurs
Le tableau suivant présente la liste des entraîneurs du club depuis 1906.
| Rang | Nom                     | Période               |
| ---- | ----------------------- | --------------------- |
| 1    | James Cowan             | août 1906-mars 1913   |
| 2    | James Howie             | août 1913-avr. 1920   |
| 3    | Ned Liddell             | avr. 1920-mars 1924   |
| 4    | Bob Hewison             | août 1925-mai 1930    |
| 5    | Archie Mitchell         | nov. 1931-mai 1933    |
| 6    | Mick O'Brien            | mai 1933-avr. 1935    |
| 7    | Billy Birrell           | avr. 1935-mai 1939    |
| 8    | Ted Vizard              | mai 1939-avr. 1944    |
| 9    | Dave Mangnall           | avr. 1944-mai 1952    |
| 10   | Jack Taylor             | juin 1952-mai 1959    |
| 11   | Alec Stock              | août 1959-août 1968   |
| 12   | Bill Dodgin, Jr.        | août 1968-nov. 1968   |
| 13   | Tommy Docherty          | nov. 1968             |
| 14   | Les Allen               | déc. 1968-janv. 1971  |
| 15   | Gordon Jago             | janv. 1971-sept. 1974 |
|      | Stan Anderson (intérim) | sept. 1974-oct. 1974  |
| 16   | Dave Sexton             | oct. 1974-juil. 1977  |
| 17   | Frank Sibley            | juil. 1977-juil. 1978 |
| 18   | Alec Stock (intérim)    | juil. 1978-août 1978  |
| 19   | Steve Burtenshaw        | août 1978-mai 1979    |
| 20   | Tommy Docherty          | mai 1979-oct. 1980    |
| 21   | Terry Venables          | oct. 1980-mai 1984    |
| 22   | Gordon Jago (intérim)   | mai 1984-juin 1984    |
| 23   | Alan Mullery            | juin 1984-déc. 1984   |
| 24   | Frank Sibley (intérim)  | déc. 1984-juin 1985   |
| 25   | Jim Smith               | juin 1985-déc. 1988   |

| Rang | Nom                        | Période               |
| ---- | -------------------------- | --------------------- |
| 26   | Trevor Francis             | déc. 1988-nov. 1989   |
| 27   | Don Howe                   | nov. 1989-mai 1991    |
| 28   | Gerry Francis              | juin 1991-nov. 1994   |
| 29   | Ray Wilkins                | nov. 1994-sept. 1996  |
| 30   | Stewart Houston            | sept. 1996-nov. 1997  |
| 31   | John Hollins (intérim)     | nov. 1997-déc. 1997   |
| 32   | Ray Harford                | déc. 1997-sept. 1998  |
| 33   | Iain Dowie (intérim)       | sept. 1998-oct. 1988  |
| 34   | Gerry Francis              | oct. 1988-févr. 2001  |
| 35   | Ian Holloway               | févr. 2001-févr. 2006 |
| 36   | Gary Waddock (intérim)     | févr. 2006-sept. 2006 |
| 37   | John Gregory               | sept. 2006-oct. 2007  |
| 38   | Mick Harford (intérim)     | oct. 2007             |
| 39   | Luigi De Canio             | oct. 2007-mai 2008    |
| 40   | Iain Dowie                 | mai 2008-oct. 2008    |
| 41   | Gareth Ainsworth (intérim) | oct. 2008-nov. 2008   |
| 42   | Paulo Sousa                | nov. 2008-avr. 2009   |
| 43   | Gareth Ainsworth (intérim) | avr. 2009-mai 2009    |
| 44   | Jim Magilton               | juin 2009-déc. 2009   |
| 45   | Steve Gallen (intérim)     | déc. 2009             |
|      | Marc Bircham (intérim)     | déc. 2009             |
| 46   | Paul Hart                  | déc. 2009-janv. 2010  |
| 47   | Mick Harford (intérim)     | janv. 2010-mars 2010  |
| 47   | Neil Warnock               | mars 2010-janv. 2012  |
| 48   | Mark Hughes                | janv. 2012-nov. 2012  |
| 49   | Mark Bowen(intérim)        | nov. 2012             |

| Rang | Nom                         | Période              |
| ---- | --------------------------- | -------------------- |
|      | Eddie Niedzwiecki (intérim) | nov. 20              |
| 50   | Harry Redknapp              | nov. 2012-févr. 2015 |
| 51   | Les Ferdinand (intérim)     | févr. 2015           |
|      | Chris Ramsey (intérim)      | févr. 2015           |
| 52   | Chris Ramsey (intérim)      | févr. 2015           |
|      | Kevin Bond (intérim)        | févr. 2015           |
| 53   | Chris Ramsey                | févr. 2015-nov. 2015 |
| 54   | Neil Warnock (intérim)      | nov. 2015-déc. 2015  |
| 55   | Jimmy Floyd Hasselbaink     | déc. 2015-nov. 2016  |
| 56   | Ian Holloway                | nov. 2016-mai 2018   |
| 57   | Steve McClaren              | mai 2018-mars 2019   |
| 58   | John Eustace (intérim)      | mars 2019-mai 2019   |
| 59   | Mark Warburton              | mai 2019-            |

### Effectif actuel
Le 8 août 2025
| N° | Nat.                                                  | Poste | Nom du joueur      |
| -- | ----------------------------------------------------- | ----- | ------------------ |
| 1  | Drapeau de la France                                  | G     | Paul Nardi         |
| 2  | Drapeau de l'Australie                                | D     | Kealey Adamson     |
| 3  | Drapeau de l'Irlande                                  | D     | Jimmy Dunne ()     |
| 4  | Drapeau de l'Écosse                                   | D     | Liam Morrison      |
| 5  | Drapeau de l'Angleterre                               | D     | Steve Cook         |
| 6  | Drapeau de l'Angleterre                               | D     | Jake Clarke-Salter |
| 7  | Drapeau de l'Écosse                                   | M     | Karamoko Dembélé   |
| 8  | Drapeau de l'Angleterre                               | M     | Sam Field          |
| 9  | Drapeau de la Slovénie                                | A     | Žan Celar          |
| 10 | Drapeau du Maroc                                      | M     | Ilias Chair        |
| 11 | Drapeau de l'Irlande du Nord (drapeau du Royaume-Uni) | M     | Paul Smyth         |
| 12 | Drapeau de la Suisse                                  | A     | Michael Frey       |
| 13 | Drapeau de l'Angleterre                               | G     | Joe Walsh          |
| 16 | Drapeau de la Jamaïque                                | A     | Rumarn Burrell     |
| 17 | Drapeau du Ghana                                      | M     | Kwame Poku         |

| No. | Nat.                        | Position | Nom du joueur       |
| --- | --------------------------- | -------- | ------------------- |
| 20  | Drapeau de l'Angleterre     | M        | Harvey Vale         |
| 21  | Drapeau de l'Angleterre     | M        | Kieran Morgan       |
| 22  | Drapeau de la Côte d'Ivoire | A        | Richard Kone        |
| 24  | Drapeau du Danemark         | M        | Nicolas Madsen      |
| 25  | Drapeau de l'Australie      | M        | Jaylan Pearman      |
| 26  | Drapeau de l'Algérie        | A        | Rayan Kolli         |
| 27  | Drapeau du Sénégal          | D        | Amadou Mbengue      |
| 28  | Drapeau du Brésil           | D        | Esquerdinha         |
| 32  | Drapeau du Brésil           | G        | Matteo Salamon      |
| 34  | Drapeau de l'Angleterre     | M        | Elijah Dixon-Bonner |
| 36  | Drapeau de l'Angleterre     | A        | Emmerson Sutton     |
| 37  | Drapeau de l'Angleterre     | M        | Taylor Richards     |
| 38  | Drapeau de la France        | D        | Ziyad Larkeche      |
| 40  | Drapeau de la Martinique    | M        | Jonathan Varane     |

#### Prêtés aux autres clubs
| N° | Nat.                    | Poste | Nom du joueur                        |
| -- | ----------------------- | ----- | ------------------------------------ |
| -  | Drapeau de l'Angleterre | G     | Murphy Cooper (au Barnsley)          |
| -  | Drapeau du Brésil       | D     | Hevertton Santos (au Gil Vicente FC) |
| -  | Drapeau de l'Angleterre | A     | Alfie Lloyd (au Leyton Orient F.C.)  |
| -  | Drapeau de l'Angleterre | A     | Rohan Vaughan (au Dundalk)           |

### Joueurs emblématiques
All-time XI
En 2008, le site internet officiel des Queens Park Rangers publie une liste des onze meilleurs joueurs de l'équipe durant toute son histoire. En voici la liste :

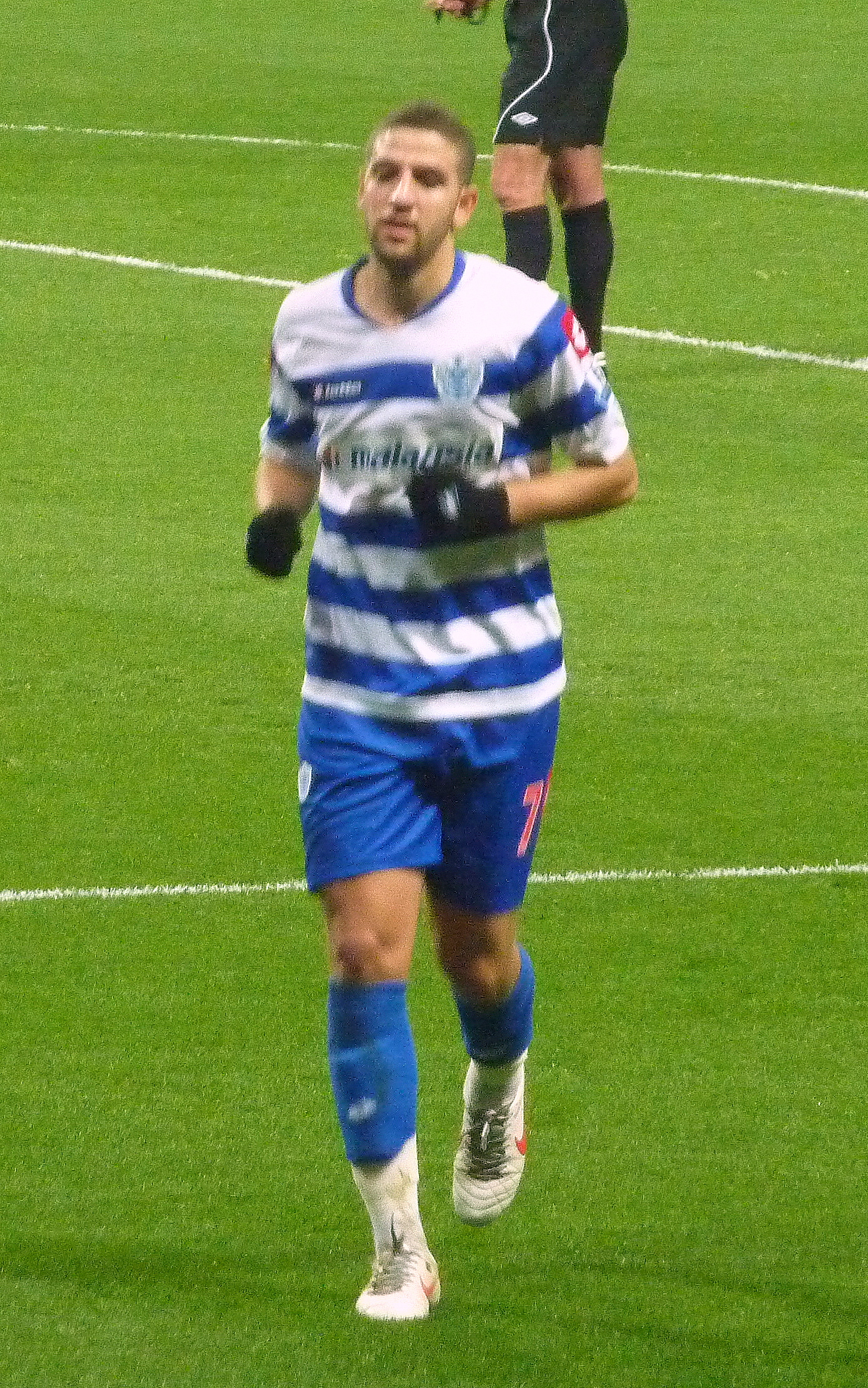
Adel Taarabt avec QPR.

| Joueur          | Poste             | Années passées au club |
| --------------- | ----------------- | ---------------------- |
| Phil Parkes     | Gardien de but    | 1970-1979              |
| Dave Clement    | Défenseur droit   | 1965–1979              |
| Ian Gillard     | Défenseur gauche  | 1968–1982              |
| Paul Parker     | Défenseur central | 1987–1991              |
| Alan McDonald   | Défenseur central | 1981–1997              |
| Dave Thomas     | Milieu droit      | 1972–1977              |
| Trevor Sinclair | Milieu gauche     | 1993–1998              |
| Gerry Francis   | Milieu central    | 1968–1979 & 1981–1982  |
| Stanley Bowles  | Milieu central    | 1972–1979              |
| Les Ferdinand   | Attaquant         | 1987–1995              |
| Rodney Marsh    | Attaquant         | 1966–1972              |

| Joueur          | Poste             | Années passées au club |
| --------------- | ----------------- | ---------------------- |
| Phil Parkes     | Gardien de but    | 1970-1979              |
| Dave Clement    | Défenseur droit   | 1965–1979              |
| Ian Gillard     | Défenseur gauche  | 1968–1982              |
| Paul Parker     | Défenseur central | 1987–1991              |
| Alan McDonald   | Défenseur central | 1981–1997              |
| Dave Thomas     | Milieu droit      | 1972–1977              |
| Trevor Sinclair | Milieu gauche     | 1993–1998              |
| Gerry Francis   | Milieu central    | 1968–1979 & 1981–1982  |
| Stanley Bowles  | Milieu central    | 1972–1979              |
| Les Ferdinand   | Attaquant         | 1987–1995              |
| Rodney Marsh    | Attaquant         | 1966–1972              |

| · Parkes · Gillard · McDonald · Parker · Clement · Francis · Thomas · Bowles · Ferdinand · Sinclair · Marsh |

| · Parkes · Gillard · McDonald · Parker · Clement · Francis · Thomas · Bowles · Ferdinand · Sinclair · Marsh |

Autres joueurs emblématiques
- Clive Allen
- Martin Allen
- Joey Barton
- Peter Crouch
- Danny Dichio
- Richard Edghill
- Terry Fenwick
- Les Ferdinand
- Rio Ferdinand
- Andy Impey
- David Kerslake
- Paul Murray
- Mike Sheron
- Terry Venables
- Kyle Walker
- Ray Wilkins
- Chris Kiwomya
- Bradley Allen
- Darren Peacock
- Gavin Peacock
- David Seaman
- Frank McLintock
- Don Masson
- Don Givens
- Steve Lomas
- Osvaldo Ardiles
- Asmir Begović
- Dani Parejo
- Djibril Cissé
- Sébastien François
- Park Ji-sung
- Kevin Lisbie
- Danny Maddix
- Yossi Benayoun
- Adel Taarabt
- Taye Taiwo
- Jan Stejskal

## Stades
- 1886-1888 : Welford's Fields (1886–1888)
- 1888-1889 : 
  - London Scottish FC's Ground
  - Brondesbury
  - Home Farm
  - Kensal Green
  - Gun Club
  - Wormwood Scrubs
  - Kilburn Cricket Ground
- 1899-1901 : Kensal Rise Athletic Ground
- 1901-1902 : Latimer Road/St Quintin Avenue
- 1902-1904 : Kensal Rise Athletic Ground
- 1904-1907 : Royal Agricultural Society showgrounds
- 1907-1915 : Park Royal Ground
- 1915-1917 : Kensal Rise Athletic Ground
- 1917-1931 : Loftus Road
- 1931-1933 : White City Stadium
- 1933-1962 : Loftus Road
- 1962-1963 : White City Stadium
- depuis 1963 : Loftus Road

## Galerie

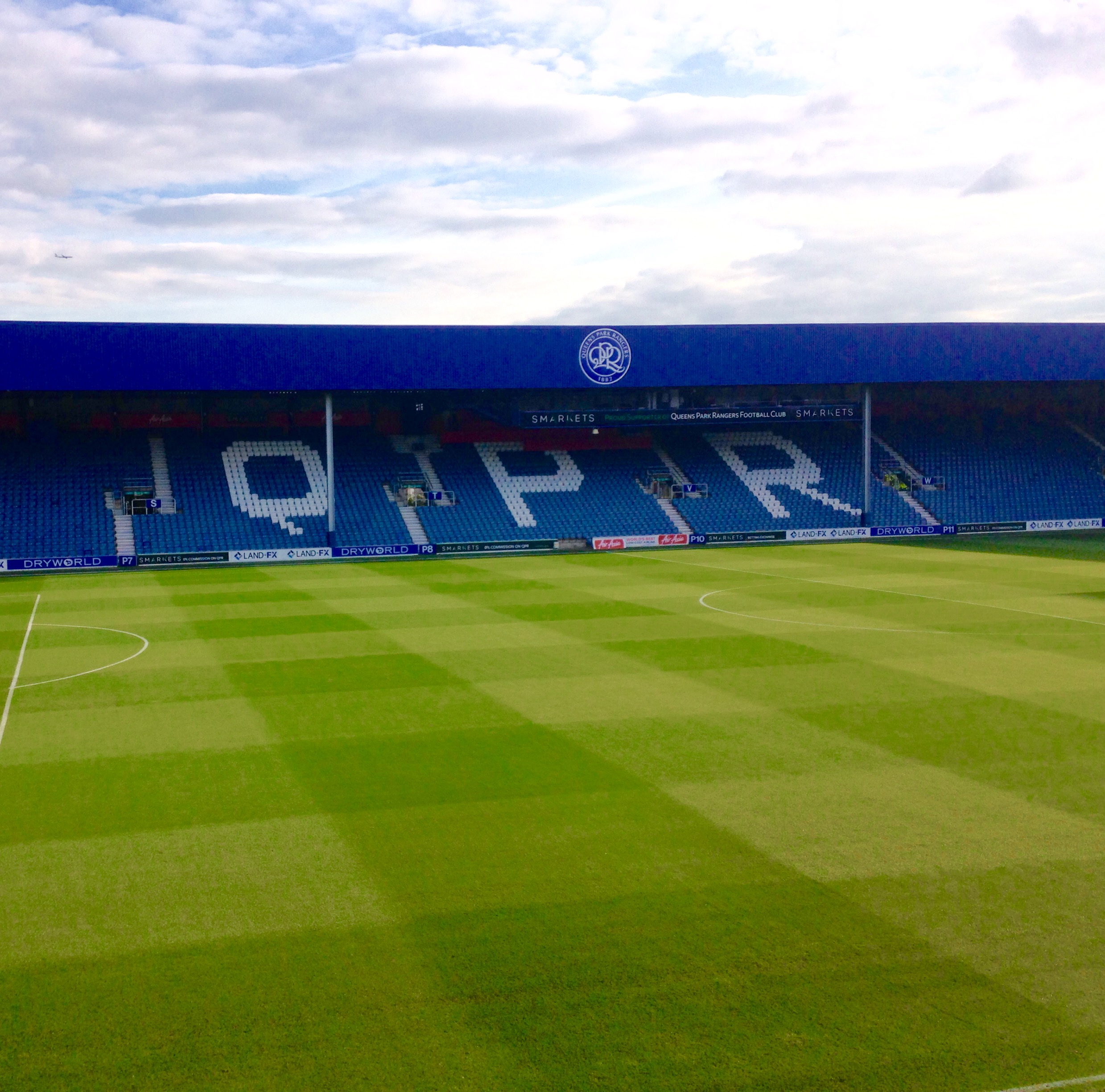
Tribune du stade Loftus Road
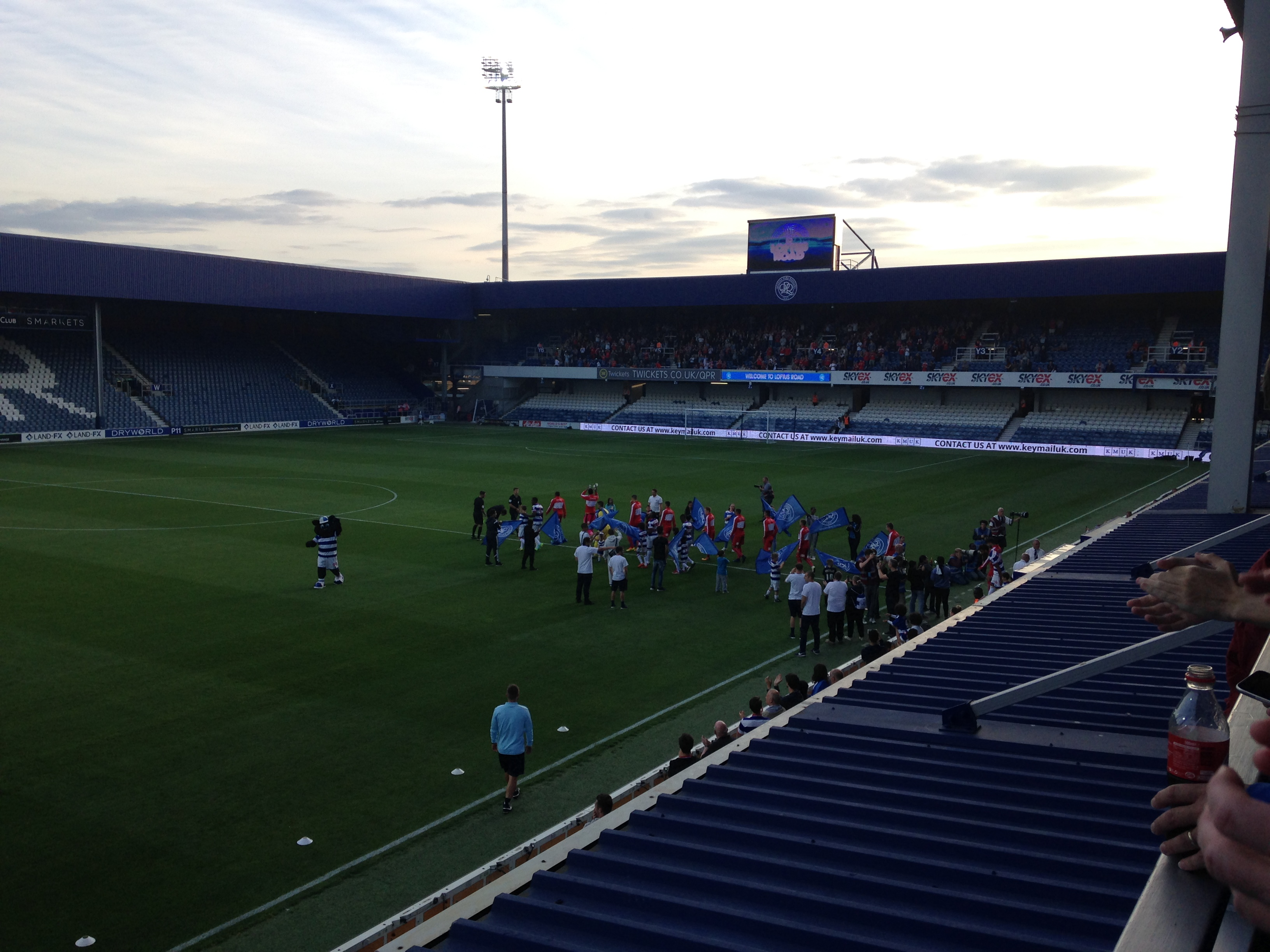
Entrée des joueurs lors d'un match contre Swindon Town en août 2016.